# Oxytropha
Oxytropha is een geslacht van vlinders van de familie sikkelmotten (Oecophoridae), uit de onderfamilie Hypertrophinae.

## Soorten
- O. ametalla (Turner, 1898)
- O. rhothias (Meyrick, 1906)
- O. zophodesma (Meyrick, 1906)